# Belo Blato
Belo Blato (cyr. Бело Блато) – wieś w Serbii, w Wojwodinie, w okręgu środkowobanackim, w mieście Zrenjanin. W 2011 roku liczyła 1342 mieszkańców.